# Frank Zamboni
Frank Joseph Zamboni, Jr. (ur. 16 stycznia 1901 w Eurece, zm. 27 lipca 1988) – amerykańsko-włoski wynalazca, najbardziej znany jako twórca rolby, czyli urządzenia do czyszczenia i wygładzania lodu na lodowisku.

## Życiorys
Urodził się w Stanach Zjednoczonych, w Eureka w stanie Utah jako syn włoskich emigrantów. Niebawem jednak rodzice nabyli gospodarstwo w Pocatello w stanie Idaho, gdzie dorastał. W 1920 wraz z rodzicami i młodszym bratem Lawrence’em przeprowadził się do portowej dzielnicy Los Angeles, gdzie jego starszy brat George prowadził działalność gospodarczą w branży naprawy samochodów.
Wraz z bratem Lawrence’em sprzedawali ogromne lodówki i prowadzili handel hurtowy bloków lodu. W roku 1929 zdecydowali się na otwarcie krytego lodowiska w Hynes w stanie Kalifornia (dzisiaj część miasta Paramount). Obiekt, nazwany Paramount Iceland, był jednym z największych lodowisk w kraju, o tafli 20 tys. stóp kwadratowych (1858 m²) – powierzchnia wystarczająca dla 800 łyżwiarzy.
W tamtych czasach problemem było polerowanie lodu. Do tej czynności używano wleczonego za ciągnikiem skrobaka. Następnie trzech-czterech pracowników czyściło taflę z zeskrobanego lodu i polewało powierzchnię wodą, która następnie musiała zamarznąć – cały proces trwał ponad godzinę, podczas której lodowisko musiało być zamknięte dla klientów. W marcu 1942 Frank Zamboni rozpoczął eksperymenty z maszynami, których zadaniem miało być oczyszczenie lodowiska w sposób szybki i efektywny. W 1949 zbudował urządzenie do wygładzania lodu "Model A". Skonstruowana i przetestowana na lodowisku w Paramount rolba zdrapywała warstwę lodu, usuwała go z tafli, czyściła lód i nanosiła świeżą wodę. Całość obsługiwał jeden człowiek. Ten model powstał w jednym egzemplarzu i nie był używany nigdzie poza Paramount Iceland. Zamboni rozpoczął starania o przyznanie patentu. Otrzymał go w 1953.
W roku 1950 mistrzyni olimpijska w łyżwiarstwie figurowym Sonja Henie podczas występów na Paramount Iceland zobaczyła rolbę "Model A" w akcji i zamówiła dwie takie maszyny, które mogłaby zabierać ze sobą podczas tournée. Tak powstała rolba Zamboni "Model B" (1950). Z kolejnymi zamówieniami na "Model B" Zamboni założył przedsiębiorstwo Frank J. Zamboni & Co.
Od tego czasu kolejne modele rolb jego konstrukcji były powszechnie wykorzystywane do oczyszczania lodu na lodowiskach, wielokrotnie podczas zimowych igrzysk olimpijskich i meczów hokeja.
Do innych wynalazków Franka Zamboniego (z lat 70. XX wieku) należą m.in. urządzenie do układania sztucznej trawy z rolki, maszyna do usuwania białych linii z boiska pokrytego sztuczną trawą czy urządzenie do usuwania wody deszczowej z pokrytych sztuczną trawą boisk pod gołym niebem.
Zmarł na raka płuc w roku 1988 w wieku 87 lat. Przedsiębiorstwo pozostaje własnością rodziny.
16 stycznia 2013, w 112. rocznicę urodzin wynalazcy, został on uhonorowany własnym Google Doodle w postaci minigry wykonanej w technologii HTML5.